# قرية أخريب
قرية زاكو «'قرية زاكوا تقع» بعرش غبولة، ببني ورتيلان بولاية سطيف الجزائرية. يبلغ عدد سكانها حوالي ستمائة ساكن، وتصنف ضمن القرى النشيطة، الأمازيغية هي اللغة السائدة.